# Резолюція Ради Безпеки ООН 155
Резолюція Ради Безпеки ООН 155 — резолюція, прийнята 24 серпня 1960 року, яка рекомендувала Генеральній асамблеї ООН прийняти Кіпр до ООН.
Резолюція була прийнята 11 голосами з 11.
Кіпр отримав статус незалежної держави 1 жовтня 1960 року в ході багаторічної національно-визвольної боротьби проти Великої Британії. Не існувало ніякої протидії вступу Кіпру в члени ООН.

## Див. також
- Резолюція Ради Безпеки ООН 186 (1964)
- Резолюція Ради Безпеки ООН 187 (1964)